# Индуизм и теософия
Индуизм рассматривается современной теософией как один из главных источников «эзотерической мудрости» Востока. Теософское общество создавалось в надежде, что азиатские религиозно-философские идеи могут быть интегрированы в «великом синтезе религий». Профессор Антуан Февр писал, что по своему содержанию и «вдохновению» Теософское общество во многом зависело от восточной традиции, особенно индуистской, и это хорошо показывает то «культурное окружение», в котором оно было учреждено. Индолог Александр Сенкевич отметил, что концепция теософии в изложении Елены Блаватской «опиралась на положения индуизма». Согласно «Энциклопедии индуизма», несмотря на то, что в своей основе теософия относится к западным эзотерическим учениям, она «пересекается с индуизмом» по многим пунктам.

## Философские параллели

### Мнение Мервина Снелла
В 1895 году Мервин Снелл, профессор католического университета, написал статью, в которой он, назвав теософию «своеобразной формой неоязычества», предпринял попытку определить её отношение к различным школам «Вайдики и Боддхи», то есть, индуистским и буддийским.
По его словам, между теософией и ведизмом нет никакой связи, потому что в первых ведических текстах, например, в Ригведе не описаны доктрина реинкарнации и закон кармы. В Упанишадах же излагается сокровенный смысл Вед, и это «очень важно» для понимания теософии, поскольку Упанишады были положены в основу шести ортодоксальных школ индийской философии, которые Блаватская назвала «шестью принципами» объединённого комплекса мудрости, где гнозис, или тайное знание, является седьмым принципом. Однако, по мнению Снелла, лишь в некоторых случаях «теософская теория» соответствует Упанишадам, то есть, её наиболее важная, философская, часть была получена из даршан. Таким образом, Брахман и майя ведантистов, пуруша и пракрити из санкхьи Капилы, «Йога-сутры» Патанджали и адришта вайшешики под названием крия — всё это «нашло своё место» в теософии. Согласно Снеллу, «почти все» элементы её религиозно-философской системы явно индуистские, её философия тесно связана с «ведантизированной философией йоги», хотя и следует основной концепции школы «чистой» адвайты.
В заключение Снелл написал, что «процесс индуизации» теософии можно заметить, сравнивая первые и более поздние сочинения её ведущих деятелей. По его мнению, на этот процесс в значительной степени повлияло общество Арья Самадж, новое ответвление вайшнавизма (см. рис. 1), особенно подчёркивающее важность исследования Вед.

### Индуизм и тайное учение
Профессор Дональд Лопез отметил, что в 1878 году основатели Теософского общества направили свои усилия на более широкое продвижение «всеобщего братства человечества», заявив о сходстве теософии с «мудростью Востока, в особенности, с индуизмом и буддизмом». По мнению авторов «Энциклопедии индуизма», теософы широко использовали «в меру своего понимания» восточные идеи, в частности, космологию индуизма и буддизма. Британский индолог Джон Вудрофф заметил, что теософское учение «во многом вдохновлялось» индийскими идеями. Профессор Икбал Таймни писал, что значительная часть знаний о Вселенной всегда была доступна, особенно в литературе древних религий, таких как индуизм. Но в большинстве случаев они были представлены в форме доктрин, трудных для понимания. Теософия привнесла в них «порядок, ясность, системность и рациональное мировоззрение», что позволило получить чёткое и систематизированное представление о процессах и законах, лежащих в основе Вселенной, «видимой и невидимой».
Согласно теософскому учению, «вселенское сознание», которое является «сущностью жизни», лежит в основе индивидуального сознания, и это совпадает с точкой зрения адвайта-веданты, утверждающей, что атман идентичен Брахману, вселенскому «Я». Профессор Гудрик-Кларк писал, что Блаватская отдала своё предпочтение адвайта-веданте в связи с её взглядом на окончательную реальность как на «монистический, нетеистический, безличный» Абсолют. Этот «недвойственный» взгляд на Парабрахман, вселенский божественный принцип, отражён в «первом фундаментальном утверждении» в её «Тайной доктрине». В прологе книги говорится, что «существует некое Вездесущее, Вечное, Беспредельное и Неизменное Начало, все рассуждения о котором не имеют никакого смысла, поскольку оно выходит за пределы человеческого понимания». В своей книге «Человек, Бог и Вселенная» Таймни привёл несколько примеров, показывающих соответствие космологии «Тайной доктрины» положениям философии индуизма.
Абсолют поддерживает идеальный баланс противоположностей и интегрирует все принципы, которые после их дифференциации создают инструменты для управления «машинерией» проявленной системы. Первичная дифференциация Абсолюта приводит к появлению двух полюсов, называемых в индуистской философии Шивой и Шакти, или принципом Отца-Матери, в «Тайной Доктрине». Шива — это корень сознания, а Шакти — корень силы: все проявления сознания происходят от Шивы, а проявления силы — от Шакти. Профессор Роберт Эллвуд писал, что, с теософской точки зрения, сознание и материя должны пониматься не как две не зависящие друг от друга реалии, а как «две грани, или аспекта, Абсолюта», составляющие базис качественно обусловленного бытия, как субъективного, так и объективного.
Согласно индуистской философии, сознание Шивы служит хранилищем, в котором вселенная находится в стадии пралайи. После каждого периода проявления космос, или солнечная система, переходит в Его сознание, в соответствии с вечным чередованием фазы проявления (сришти) и покоя, которое присуще Абсолюту. Это состояние «точно описано», по словам Таймни, в первом стансе космогенеза в «Тайной доктрине». Таким образом, Вселенная в состоянии пралайи пребывает в сознании Шивы. На самом деле она находится «в Его сознании» всё время, а изменения, связанные с проявлением и пралайей, можно рассматривать как затрагивающие лишь периферию Его сознания.
Логос солнечной системы создаёт в «божественном уме» мыслеформу, которая становится основой построения Его системы. Этот аспект Логоса, соответствующий «не-Я», называется Брахмой, или третьим Логосом в теософии. Но мир, задуманный таким образом, по словам Таймни, не может стать независимым, не будучи одушевлён Логосом, так же как «картина в уме художника не может оставаться без его, одушевляющего её, внимания». Созданный мир одушевляется Логосом, называемым Вишну, пребывающей жизнью, или вторым Логосом в теософии. Это соответствует аспекту «ананда», который является связующим принципом между «сат» и «чит», или «Я» и «не-Я». Но этот процесс мыслеформирования, происходящий в сознании, а не в материи, никак не влияет на Логоса. Он остаётся таким, каким был, хотя Он «и поддерживает, и пронизывает» проявленную солнечную систему, которой управляет. «Учредив эту Вселенную из частицы Себя, Я остаюсь», — говорит Кришна в «Бхагавад-гите» [X, 42]. Таким образом, аспект Логоса, который остаётся незатронутым и независимым от мира, который Им создан, называется Махешей, или первым Логосом в теософии. Это трансцендентный аспект, тогда как Вишну является имманентным аспектом, а Брахма — аспектом воплощённой божественности, «если можно так сказать». Первый связан с «чистым» сознанием, второй — с жизнью, а третий — с формой.
Теософы использовали общую для индуизма и буддизма концепцию реинкарнации для обоснования единого эзотерического ядра этих религий. Так, для Альфреда Синнетта, автора «Эзотерического буддизма», Гаутама Будда — всего лишь один из серии адептов, появлявшихся на протяжении веков. Cледующим воплощением, которое произошло «через шестьдесят лет» после его смерти, согласно теософии, стал Шанкара, великий философ веданты. Синнетт не отрицал того, что «непосвящённый» исследователь будет настаивать на дате рождения Шанкары через тысячу лет после смерти Будды, а также отметит «крайнюю антипатию» Шанкары к буддизму. И всё же он написал, что Будда явился как Шанкара, «чтобы заполнить некоторые пробелы и исправить отдельные ошибки в своём собственном первоначальном учении».

## Индусы и теософы
По мнению Джона Дрисколла, автора католической энциклопедии, «Индия — родина всех теософских спекуляций», потому что направляющая идея индуистской цивилизации «всегда была теософской». Её развитие, отражённое в индийской религиозной литературе, сформировало «основные принципы теософии». Профессор Марк Бевир заметил, что Блаватская идентифицировала Индию как «источник древней мудрости». Она писала об Индии следующее:

«Нет старше её в эзотерической мудрости и цивилизации, как бы низко ни пала теперь её жалкая тень — современная Индия. Воспринимая эту страну как плодородную ниву, на которой зародились все последующие философские системы, несколько членов нашего Общества отправились к этому источнику всех психологий и философий изучать её древнюю мудрость и просить её поделиться своими таинственными секретами».
В 1877 году президент Теософского общества Генри Олкотт «случайно узнал» о недавно организованном в Индии движении, чьи цели и идеалы, как ему показалось, были идентичны теософским. Это было общество Арья Самадж, основанное неким Свами Даянандой, который, как считали теософы, был членом того же оккультного Братства, к которому принадлежали их собственные Учителя. Через посредников Олкотт установил связь с Арья Самадж и предложил объединиться.
В мае 1878 года объединение двух организаций было официально оформлено, и Теософское общество стало называться «Теософское общество Арья Самадж». Но вскоре Олкотт получил перевод устава и доктрины Арья Самадж, что привело теософов к «некоторому замешательству». Взгляды Свами Даянанды либо радикально изменились, либо изначально были неправильно поняты. Его организация была фактически «просто новой сектой индуизма», и через несколько лет после прибытия Блаватской и Олкотта в Индию связь между двумя обществами окончательно прекратилась. Разочарование Даянанды Сарасвати выразилось в форме предостережения членов Арья Самадж от контактов с теософами, которых он назвал «атеистами, лжецами и эгоистами». Профессор Лопез отметил, что отношения, которые Блаватская и Олкотт устанавливали с южными азиатами, были, как правило, недолговечными. Они отправились в Индию, поверив, что Свами Даянанда, в действительности, «адепт Гималайского Братства». Но в 1882 году, когда он заявил, что верования цейлонских буддистов и бомбейских парсов являются «ложными религиями», Олкотт пришёл к выводу, что «Свами был просто свами», но никакой не адепт.
Гудрик-Кларк писал, что образованных индийцев «особенно впечатлила» защита теософами их древней религии и философии в контексте растущего самосознания народа, направленного против ценностей колониальной власти. Ранбир Сингх, махараджа Кашмира и учёный-ведантист, спонсировал путешествия Блаватской и Олкотта по Индии. Такар Сингх Сандханвалия, основатель сикхской реформистской организации Сингх Сабха, стал главным союзником теософов. Профессор Штукрад писал, что «волна симпатии», окружавшая теософов в Индии, имела важные политические последствия. Он отметил, что, по мнению профессора Радхакришнана, философа и президента Индии, теософское движение «оказало индусам великую услугу, возвращая им их же духовные ценности»; его влияние на индийское общество в целом «трудно переоценить».
Профессор Бевир писал, что в Индии теософия стала «неотъемлемой частью» неоиндуизма, который дал индийским националистам «легитимирующую идеологию, уверенность и опыт организации». Теософы, так же как Даянанда Сарасвати, Свами Вивекананда и Шри Ауробиндо, «превозносили индуистскую традицию», одновременно призывая к избавлению от пережитков прошлого. Теософская защита индуизма способствовала «идеализации золотого века» в индийской истории. Теософы рассматривали традиционное индийское общество как носитель «идеальной» религии и этики.
По мнению профессора Олафа Хаммера, Блаватская, пытаясь приписать происхождение «вневременной мудрости» индийцам, объединила «два доминирующих востоковедческих дискурса» своей эпохи. Во-первых, она выделила «арийцев» древней Индии в отдельную «расу». Во-вторых, она стала рассматривать эту «расу» в качестве носителя вневременной мудрости. Согласно Хаммеру, «стремление к индуизации» особенно заметно в «неотеософии». Он писал, что книга Чарлза Ледбитера [и Анни Безант] «Человек: откуда, как и куда», в которой индийцам отведена «центральная роль» в духовном развитии человечества, является одним из типичных примеров «эмической историографии». Здесь древняя «арийская раса» изображена авторами как в высшей степени религиозная.

## Субба Роу как теософ
Индусский теософ Т. Субба Роу был родом из ортодоксальной семьи брахманов традиции смарта. По словам его биографа Рамануджачари, он привлёк к себе внимание Блаватской статьёй «Двенадцать знаков зодиака», написанной для журнала «The Theosophist» в 1881 году. Согласно утверждению профессора Годвина, он показал «непревзойдённое знание эзотерических индуистских доктрин» и был одним из немногих, кто мог разговаривать с Блаватской на равных. Духовная и философская система, приверженцем которой был Субба Роу, называется тарака раджа-йога, «центр и сердце ведантистской философии».
Его отношение к Блаватской резко изменилось после истории с Куломбами. Несмотря на то, что в 1886 году «атмосфера несколько успокоилась», он был категорически против планов Олкотта по возвращению Блаватской в Индию. Она писала: «Субба Роу повторяет, что священная наука была осквернена и клянётся больше ничего не говорить европейцам об оккультизме». 
По мнению Рамануджачари, «глубоко укоренившиеся» предрассудки Субба Роу явно проступают в таких его словах:

«Непросто убедить меня в том, что у какого-либо англичанина может появиться стимул трудиться на благо моих соотечественников и что у него не будет иного мотива, кроме искренних чувств и симпатии к ним».
В «Письмах махатм» можно прочитать о нём следующее: «[Субба Роу] очень ревнив и считает обучение англичанина святотатством». Тем не менее, его лекции о «Бхагавад-гите», с которыми он выступил в 1886 году на теософском съезде, получили высокую оценку многих членов Общества.

## Параллели свободомыслия
Профессор Юлия Шабанова, ссылаясь на резолюции генерального совета Теософского общества Адьяр, писала, что, поскольку членами Общества могут быть приверженцы любых религий, не отказавшиеся от своих догматов и доктрин, следует подчеркнуть тот факт, что нет учения или мнения, от кого бы оно ни исходило, которое каким-либо образом связывало бы члена Общества и которое он не мог бы «свободно принять или отбросить». Признание «трёх целей Общества» является единственным условием членства, поэтому «никакой учитель, никакой автор, начиная от самой Блаватской», не имеет никакого приоритета для своего учения или мнения. Каждый теософ имеет право присоединиться к любой школе мысли по своему выбору, но не имеет права навязывать свой выбор другим. «Суждения или убеждения не дают права на привилегии» и не могут быть причиной наказания.
Религиозный либерализм в индуизме стал возможен вследствие доминировавших в традиции Южной Азии антидогматических установок, согласно которым, «высшая истина не может быть адекватно выражена в словах». Это проявляется в том, что каждый индус имеет право свободно выбрать себе божество и путь к «высшей истине». Терпимость к иной религиозной позиции, признание многообразия путей к «освобождению» и равных прав поклоняющихся «сакральным изображениям» и отрицающих такие изображения, а также «непривязанность к определённой философской системе» были юридически зафиксированы в 1995 году индийским Верховным судом.

## Теософская эмблема
По утверждению профессора Штукрада, при создании официальной эмблемы Теософского общества были скопированы некоторые элементы, в том числе свастика, с личной печати Блаватской. В Индии свастика уже давно является широко используемым символом у индусов, джайнов и буддистов.
Эмблема увенчана индуистским священным словом «Ом», написанным на санскрите «Ом» в индуизме отождествляется, олицетворяя единство атмана и Брахмана, со всем мирозданием и с его модификациями, включая временные, то есть, прошлое, настоящее и будущее.
Внизу написан девиз Теософского общества — «Нет религии выше истины». Существует несколько вариантов английского перевода теософского девиза, который был записан на санскрите как «Satyāt nāsti paro dharmah». Единственно правильного перевода не существует, потому что оригинал содержит слово «dharmah», которое, по утверждению индолога Владимира Шохина, однозначно на европейские языки не переводится, ввиду его «принципиальной многозначности».
Блаватская перевела его как «Нет религии (или закона) выше истины», пояснив, что это девиз одного из махарадж Бенареса, ставший также девизом Теософского Общества. Профессор Сантуччи перевёл теософский девиз как «Нет ничего выше истины», Шабанова — «Нет закона выше истины», Пурукер — «Нет религии (обязанности, закона) выше истины (действительности)». Адвайтист Альберт Мартин сказал, что максиму «Нет религии выше истины» можно сопоставить в отношении вдохновения или мотивации с одной фразой из «Бхагавад-гиты», которая гласит: «В этом мире ничто не сравнится с мудростью» (IV, 38). Согласно Шабановой, «Бхагавад-гита» определяет дхарму как «сущностную» обязанность, или цель жизни человека. Если рассматривать теософский девиз в контексте, что «нет долга, нет закона, нет пути, который мы можем пройти, более важного, чем путь к истине», можно приблизиться к более полному смыслу этого девиза.

## Теософская йога
Профессор Хаммер писал, что теософскую доктрину чакр следует рассматривать как часть «специфической религиозной» системы, включившей в себя западную научно-техническую риторику. Здесь чакры рассматриваются как энергетические «вихри» в тонких телах, и это представление расходится с индийскими традициями, где чакры воспринимаются как центры «жизненной силы», для которых нельзя применять современные научные понятия, такие как «энергия». По информации, полученной из тантрических источников, невозможно выяснить, являются ли чакры объективно существующими структурами тонких тел, или же они «создаются» йогом посредством визуализации в процессе его медитативной практики.
Индолог Джон Вудрофф писал, что индусы, практикующие какую-либо форму духовной йоги, обычно занимаются этим, в отличие от теософов, не из интереса к оккультизму и не из желания получить астральный или ещё какой-либо опыт. Их отношение к этому делу — исключительно религиозное, основанное на твёрдой вере в Брахмана и на желании соединиться с Ним, чтобы получить «освобождение». Японский индолог Хироси Мотояма отметил, что, согласно теософским утверждениям, чакры представляют собой реально существующие [психо-духовные] органы, в то время как в традиционной индуистской литературе они описаны как наборы символов. Профессор Мирча Элиаде писал, что во всех чакрах, представляемых в виде лотосов, содержатся буквы санскритского алфавита, а также религиозные символы индуизма. Вудрофф заметил, что, по утверждению Ледбитера, при пробуждении пятого центра йог слышит голоса, иногда музыку, однако, согласно «Шат чакра нирупане», звуки Шабда-Брахмана слышны в четвёртом центре.

## Критика теософии
По мнению профессора Макса Мюллера, ни в Ведах, ни в Упанишадах нет никакого эзотерического подтекста, о котором заявили теософы, и они напрасно жертвовали своей репутацией, «потворствуя вере индусов в подобные глупости».
Французский философ Рене Генон заметил, что теософская концепция эволюции — это всего лишь «абсурдная карикатура индуистской теории космических циклов». Согласно Генону, теософский девиз «Нет религии выше истины» представляет собой крайне неудачный перевод девиза «Satyāt nāsti paro dharmah», принадлежавшего одному из махарадж Бенареса. Таким образом, по его мнению, теософы не только «нагло присвоили» чужой индуистский девиз, но и не смогли его правильно перевести. Перевод Генона: «Нет более высокого права, чем право на истину».
Профессор Лопез писал, что некоторые индийцы, например, такой «легендарный деятель», как Вивекананда, после первоначально «сердечных» отношений с теософами дезавуировали связь «их индуизма» с теософией. В 1900 году Вивекананда, назвав теософию «трансплантатом американского спиритуализма», заметил, что она была идентифицирована образованными людьми Запада как «шарлатанство и факиризм», смешанные с индийской мыслью, и в этом заключалась, по его мнению, вся помощь, оказанная индуизму теософами. Он писал, что «великий Свами Даянанда Сарасвати» прекратил своё покровительство «блаватскизма», как только узнал его поближе. Потому что у индусов, резюмировал Вивекананда, «даже в эту Кали-югу» достаточно собственных религиозных доктрин и учителей, и они не нуждаются в «призраках мёртвых русских и американцев».
По мнению Вудроффа, несмотря на то, что теософы широко использовали идеи индуизма, смысл, который они придали некоторым индийским терминам, «далеко не всегда» соответствует тому смыслу, который вкладывают в эти термины сами индусы. Например, Ледбитер объяснял способность йога становиться «по своей воле» большим или малым (анима и махима сиддхи) некоей «чувствительной трубкой на лбу», однако индусы сказали бы про это так: «Все сиддхи являются атрибутами Господа Ишвары». Поэтому, писал Вудрофф, «следует избегать» терминов и определений, принятых авторами-теософами. Хаммер также отметил, что во многих случаях, когда теософы заимствовали терминологию из санскрита, они придавали ей «совершенно новое значение». О «существенном» изменении теософами смысла индуистских терминов и содержания понятий при их использовании также писал христианский теолог Димитрий Дружинин.
Немецкий философ Эдуард Гартман, анализируя книгу Синнетта «Эзотерический буддизм», подверг критике не только теософские представления, но и космологию индуизма и буддизма, на которой они основаны. По его мнению:

«Индийская космология не может избавиться от постоянного колебания между чувственным материализмом и космическим иллюзионизмом. Главная причина этого состоит, видимо, в том, что индийцы не имеют представления об объективной феноменальности. Потому что они не могут рассматривать индивидуальности в качестве относительно постоянных центров (конгломератов, групп) функций вселенского духа, и они должны принимать их либо как иллюзии, либо как отдельные чувственно-материальные существования. В последнем случае необходимо делать вывод, что абсолютное бытие, которое порождает их, также должно быть чувственно-материальным. Этого можно избежать, если принять, придя к истинному представлению о духе, наши взгляды на материю только как на иллюзию наших чувств; однако объективная материя, соответствующая этому, должна быть продуктом нематериальных сил, действующих в космосе, а эти силы должны быть функциями единой бессознательной космической силы».

## Комментарии
1. ↑  По мнению исследователей эзотеризма Эмили Селлон и Рене Вебер, только после появления в конце 19-го века теософского движения Запад стал интересоваться «восточной мыслью»[8].
2. ↑  В марте 1891 года М. М. Снелл высказал своё мнение о теософии на страницах «Вашингтон пост», после чего газета опубликовала реплику У. К. Джаджа «Tenets of Theosophy»[10]. В 1893 году Снелл руководил научной секцией Первого парламента мировых религий[11].
3. ↑  См[16]. ориг. текст[17].
4. ↑  Профессор Олаф Хаммер писал, что, согласно Блаватской[18], главные тексты индийской философии, Упанишады, были изменены брахманами из-за опасения, что они могут попасть в «недостойные руки». Это было сделано путём удаления наиболее важных их частей, хотя брахманы обеспечили передачу основного ключа для посвящённых, чтобы они могли понимать оставшуюся часть текста[19].
5. ↑  Философ Владимир Соловьёв назвал Упанишады «теософической частью» Вед[20].
6. ↑  Снелл писал, что элементы буддизма, которые видят в теософии (см. рис. 1), определённо индуизированы: «Если вспомнить, что адвайта и йога особенно популярны среди приверженцев шиваизма, а буддизм Махаяны возник после слияния буддизма с шиваизмом, становится понятной ассоциация теософии с буддизмом»[24].
7. ↑  Как заметил профессор Гудрик-Кларк, буддийские идеи и адвайта-веданта стали «в равной степени» источниками эзотерического учения Блаватской[25].
8. ↑  По словам профессора Марка Бевира, «важнейшим достижением» теософии в Индии была констатация идентичности «универсальной религии» и древнего брахманизма[27].
9. ↑  Джеймс Скин, цитируя теософскую книгу Вирджинии Хансон, писал, что древние греки и индусы верили в эволюцию: «В индуистской космогонии основной эволюционный цикл для нашей Земли, известный как кальпа, начался 1960 миллионов лет назад. В теософской терминологии это означает приход жизненной волны на нашу планету»[30][31].
10. ↑  Цит[35]. в рус. переводе[36][37][38].
11. ↑  Согласно «Энциклопедии индуизма», «Тайная доктрина» является «одним из наиболее важных» оккультных сочинений, изданных на Западе[40].
12. ↑  См[43]. ориг. текст[44].
13. ↑  Согласно философии индуизма, в период «растворения» Вселенная коллапсирует в «математическую» точку, не имеющую никакой величины — Шива-Бинду[47].
14. ↑  Европейский термин «Логос» эквивалентен индусскому «Шабда-Брахман»[48][49].
15. ↑  По мнению историка Юлии Чаджес, реинкарнация является «фундаментальным принципом» теософии, утверждающей, что перевоплощаются не только индивидуальности, но и «Вселенная, солнечные системы и планеты»[51].
16. ↑  См[52]. в изложении[53].
17. ↑  Более подробно об этом написано в 3-м томе «Тайной доктрины»[54].
18. ↑  Цит[56]. ориг. текст[57].
19. ↑  Профессор Николас Гудрик-Кларк отметил, что философия индуизма (в частности, адвайта-веданта Шанкары, Упанишады и «Бхагавад-гита») была «широко представлена» в статьях и книгах Блаватской[25].
20. ↑  Теософский эклектизм был «абсолютно несовместим» с фундаментализмом Арья Самадж, поэтому быстрое взаимное разочарование стало неизбежным[64].
21. ↑  См[65]. в рус. переводе[66].
22. ↑  См[67]. в изложении[59].
23. ↑  Согласно исследованиям Пола Джонсона, эти два индийских лидера, возможно, были «прототипами теософских махатм», Мории и Кут Хуми[69][70][71][68][72].
24. ↑  См[73]. ориг. англ. текст [74].
25. ↑  Согласно Сенкевичу, кроме Субба Роу, были также другие «талантливые юноши из брахманских семей», которые стали теософами, например, Дамодар К. Маваланкар и Мохини М. Чаттерджи[79].
26. ↑  Цит[86]. ориг. текст[87].
27. ↑  «В одной и той же [индусской] семье и даже одним и тем же человеком могут почитаться разные боги»[91].
28. ↑  См[99]. ориг. текст[100].
29. ↑  Согласно Шабановой, Блаватская познакомилась с этим махараджей во время своего первого путешествия по Индии[98].
30. ↑  Эллвуд отметил, что «Бхагавад-гита», древний индуистский текст, имеет высокий авторитет среди теософов[104].
31. ↑  Тантрическая практика индусов всегда была связана с местным религиозным мировоззрением, например, с некоторыми формами кашмирского шайвизма[106].
32. ↑  При создании Теософского общества «исследование неизвестных законов природы и скрытых способностей человека» было провозглашено его третьей главной задачей[107].
33. ↑  См[112]. в изложении[113].